# Проспект Художников
Проспект Худо́жников — проспект в жилом районе Шувалово-Озерки Выборгского административного района Санкт-Петербурга. Проходит от Северного до Суздальского проспекта.

## История
До 1972 года здесь была зона бывших торфяных залежей. В 1972 году[уточнить] проложили магистраль, перпендикулярную проспекту Просвещения.
Название присвоено 12 июня 1972 года по кустовому принципу в честь науки, культуры и искусства.
Проспект Художников композиционно в плане полностью повторяет часть параллельного Светлановского проспекта. Застройка проспекта разделяется на три части:
1. 1972—1975 годы (от пр. Луначарского до пр. Просвещения)
2. 1975—1978 годы (от пр. Просвещения до Придорожной аллеи)
3. 1978—1981 годы (от пр. Луначарского до Северного пр.)

## Пересечения
Проспект Художников с юга на север пересекает или граничит со следующими магистралями:
- Северный проспект
- улица Сикейроса
- Учебный переулок
- проспект Луначарского
- Поэтический бульвар
- проспект Просвещения
- Сиреневый бульвар
- Придорожная аллея
- Суздальский проспект

## Транспорт
Ближайшие к проспекту Художников станции метро — «Проспект Просвещения» и «Озерки» 2-й (Московско-Петроградской) линии. и Гражданский проспект 1-й (Кировско-Выборгская) линия
Городские автобусы: № 60, 80, 123, 178, 198, 208, 270, 275, 283
Пригородные автобусы: № 205, 205А
Троллейбусы: № 4, 21  

## Общественно значимые объекты
- детский сад № 72 — дом 5, корпус 2;
- универсам «Сосновский» — дом 11;
- торговый центр «Тари-Бари» — дом 13, корпус 1;
- детский сад № 101 — дом 15, корпус 4;
- детский сад № 118 — проспект Луначарского, дом 27, корпус 2;
- общежитие СПбГУТиД — дом 16;
- детский сад № 125 — проспект Луначарского, дом 62, корпус 3;
- супермаркет «Пятёрочка» — дом 22, корпус 1;
- гимназия № 61 — дом 29, корпус 3;
- школа № 120 — дом 24, корпус 2;
- детский сад № 4 — дом 33, корпус 3;
- детский сад № 32 — дом 39, корпус 2;
- детский сад № 12 — дом 39, корпус 3;
- супермаркет «Пятёрочка» — дом 32;
- школа № 83 (филиал) — Сиреневый бульвар, дом 16, корпус 2.

## Достопримечательности
- необычный дом в виде длинной змеи (19, 21, 23)